# Tipula sayi
Tipula sayi är en tvåvingeart som beskrevs av Alexander 1911. Tipula sayi ingår i släktet Tipula och familjen storharkrankar. Inga underarter finns listade i Catalogue of Life.